# 大影谷川
大影谷川（おおかげだにがわ）は、香川県東かがわ市と徳島県阿波市を流れる吉野川水系の河川である。

## 地理
香川県東かがわ市の東女体山に源を発し、南流しながら徳島県阿波市市場町大影で日開谷川へ合流する。中流部では国道377号と並行して流れており、下流部で支流の宮川が合流する。また宮川にはみぞおちの滝がかかっており、香川県自然記念物に指定されている。

## 支流
- 宮川
- 南宮川

## 流域の自治体
香川県
東かがわ市
徳島県
阿波市

## 事故
2007年（平成19年）11月、大影谷川のトラス橋が、自動車通過中に落橋するという事故が起きた。この事故後の調査で、定期的な管理がなされていなかったことが判明した。